# Мајден
Мајден (мкд. Мајден) је насеље у Северној Македонији, у јужном делу државе. Мајден је насеље у оквиру општине Кавадарци.

## Географија
Мајден је смештен у јужном делу Северне Македоније, близу државне границе са Грчком - 4 km јужно од насеља. Од најближег већег града, Кавадараца, насеље је удаљено 50 km јужно.
Насеље Мајден се налази у историјској области Витачево, која је у овом делу изразито планинска. Село је положено у долини потока Бласнице. Јужно од насеља уздиже се планина Кожуф, а западно планина Козјак. Насеље је положено на приближно 790 метара надморске висине. 
Месна клима је планинска због знатне надморске висине.

## Становништво
Мајден је према последњем попису из 2002. године имао 8 становника.
Већинско становништво у насељу су етнички Македонци (100%). 
Претежна вероисповест месног становништва је православље.